# Zuilichem
Zuilichem (uitspraak: Zui-li-chèm, met een è als in 'elf') is een dorp in de Bommelerwaard in de Nederlandse provincie Gelderland. Het heeft 1.745 inwoners (per 1 januari 2023).

## Geschiedenis
Het dorp is in de vroege middeleeuwen op een stroomrug ontstaan.
Tot het einde van het ancien régime (1795) was Zuilichem een heerlijkheid met het kasteel Zuilichem als middelpunt. Constantijn Huygens was van 1630 tot zijn dood in 1687 heer van Zuilichem en eigenaar van het kasteel. Het kasteel werd in 1764 afgebroken.
In 1861 werd Zuilichem getroffen door een overstroming. Het dorp, oorspronkelijk een langgerekt esdorp, werd in de 2e helft van de 20e eeuw naar het zuiden toe uitgebreid.
Zuilichem was tot 1 juli 1955 een zelfstandige gemeente, vervolgens behoorde het dorp tot 1999 bij de gemeente Brakel, om daarna op 1 januari 1999 op te gaan in de gemeente Zaltbommel.

## Natuur en landschap
Zuilichem ligt aan de zuidoever van de Waal, tegenover Herwijnen, op een hoogte van ongeveer 2 meter. De Meidijk, die van noord naar zuid door de Bommelerwaard loopt, begint bij het dorp. In het oosten ligt de Breemwaard en in het westen de Bovenwaarden. Langs de Meidijk liggen de Meidijkse Wielen, eveneens een natuurgebied. Verder heeft Zuilichem veel grootschalige tuinbouwbedrijven.

## Bezienswaardigheden

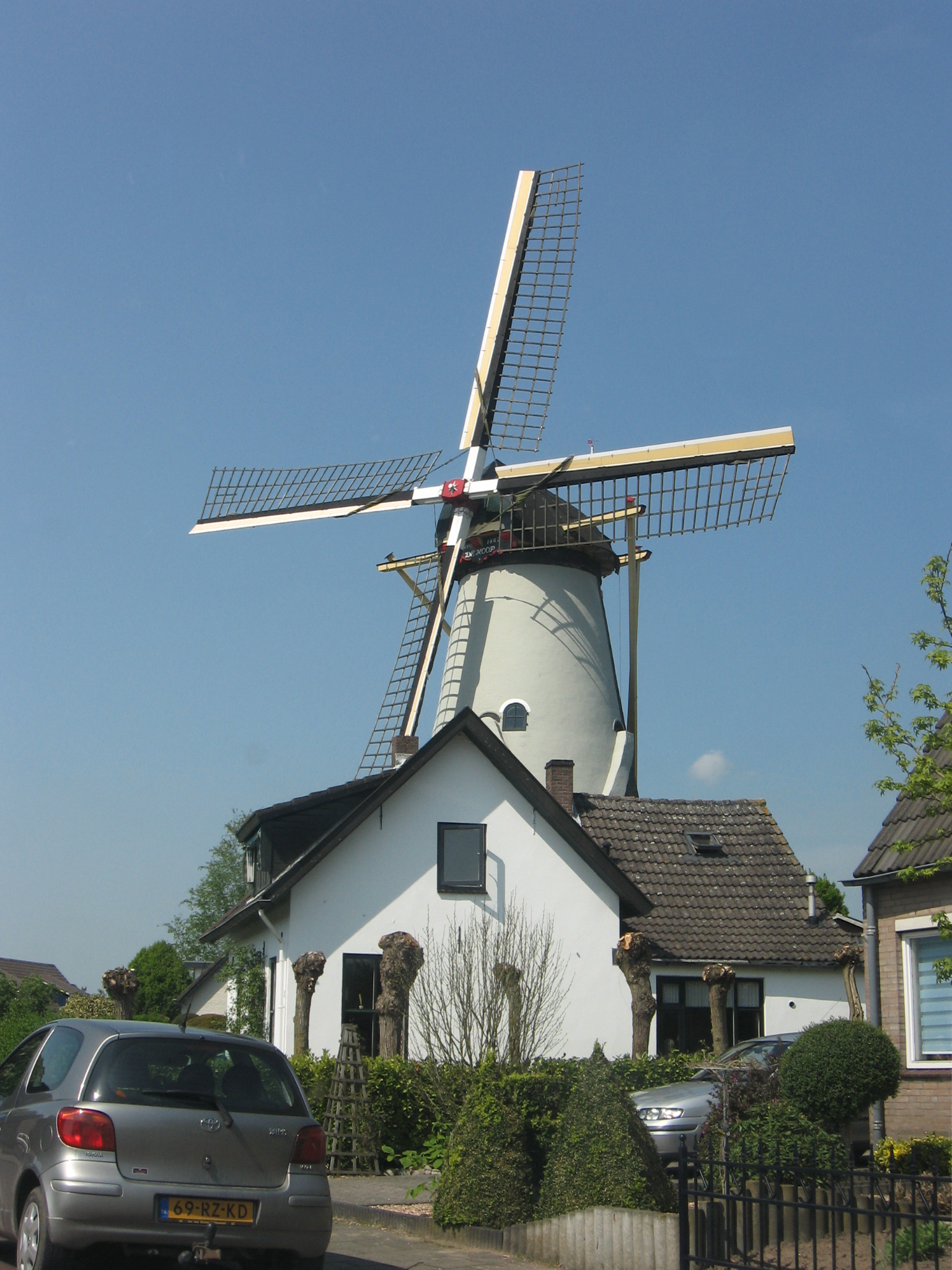
Molen De Hoop

- Hervormde kerk
- Gereformeerde kerk
- Hersteld Hervormde kerk
- Poldermolen
- Windmolen De Hoop.

## Onderwijs
Zuilichem heeft een protestants-christelijke basisschool met 150 leerlingen (per 1 januari 2009) genaamd School met de Bijbel.

## Nabijgelegen kernen
Brakel, Nieuwaal, Aalst, Poederoijen
Zuilichem ligt aan de Waal tegenover Herwijnen, waarnaar geen directe verbinding is.